# Does anybody really know what time it is?
Does anybody really know what time it is? is een single van de Amerikaanse band Chicago. Het is geschreven door zanger/pianist Robert Lamm en is afkomstig van hun debuutalbum Chicago Transit Authority uit 1969.

## Achtergrond
Toen het album werd uitgebracht, werd er nog niet over dit nummer als single nagedacht. Maar na enige succesvolle singles, die afkomstig waren van Chicago II kwam het nummer in 1970 alsnog als single uit. Het nummer kent een aantal versies. Op de single verscheen de kale versie van het nummer. Op de elpee werd een intro toegevoegd. Op het livealbum Chicago IV werd dat intro zo lang dat het een aparte elpeetrack kreeg toebedeeld.

## Gebruik in de media
Het lied komt voor in de film Little Nicky en wordt daar achterstevoren afgespeeld, waarbij satanische teksten te horen zouden zijn. Ook is het te horen in de film Clear History, waarin de muziek van Chicago een prominente rol speelt.

## Hitnotering
Het nummer haalde in dertien weken de zevende plaats in de Billboard Hot 100. Het nummer kwam wel in de tipparade van de Nederlandse top 40, stond daar zes weken, maar steeg niet door naar de werkelijke hitparade.